# Жансак-сюр-Гарон
Жанса́к-сюр-Гаро́н (фр. Gensac-sur-Garonne, окс. Gençac de Garona) — коммуна во Франции, находится в регионе Юг — Пиренеи. Департамент — Верхняя Гаронна. Входит в состав кантона Рьё-Вольвестр. Округ коммуны — Мюре.
Код INSEE коммуны — 31219.

## География

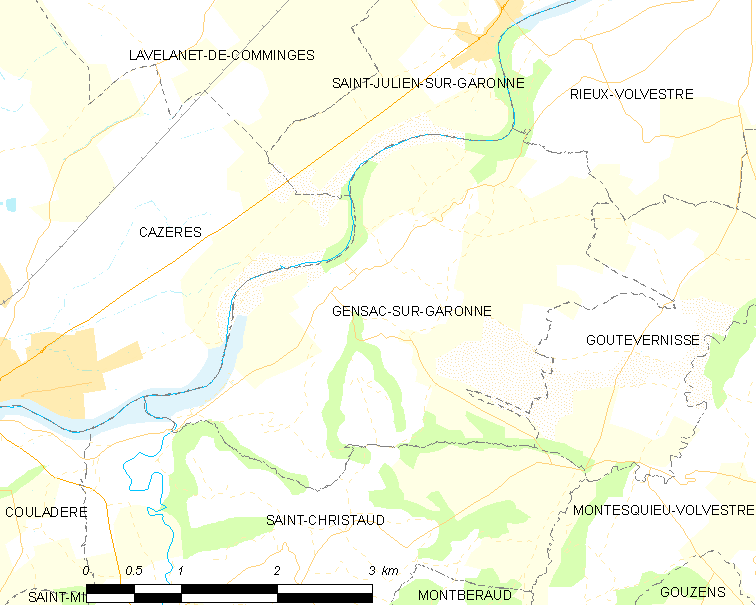
Карта коммуны

Коммуна расположена приблизительно в 640 км к югу от Парижа, в 50 км к юго-западу от Тулузы.
По территории коммуны протекает река Гаронна.

## Климат
Климат умеренно-океанический. Зима мягкая и снежная, весна характеризуется сильными дождями и грозами, лето сухое и жаркое, осень солнечная. Преобладают сильные юго-восточные и северо-западные ветры.

## Население
Население коммуны на 2010 год составляло 346 человек.
| 1962 | 1968 | 1975 | 1982 | 1990 | 1999 | 2010 |
| ---- | ---- | ---- | ---- | ---- | ---- | ---- |
| 247  | 238  | 189  | 205  | 249  | 264  | 346  |

## Экономика
В 2010 году среди 218 человек трудоспособного возраста (15—64 лет) 166 были экономически активными, 52 — неактивными (показатель активности — 76,1 %, в 1999 году было 74,5 %). Из 166 активных жителей работали 142 человека (81 мужчина и 61 женщина), безработных было 24 (12 мужчин и 12 женщин). Среди 52 неактивных 8 человек были учениками или студентами, 29 — пенсионерами, 15 были неактивными по другим причинам.

## Достопримечательности
- Замок Жансак (XVIII век). Исторический памятник с 1981 года[4]
- Церковь Нотр-Дам со статуей Иисуса Христа и крестом XIV века